# Rafael Rivelles
Rafael Rivelles (Valencia, 23 dicembre 1897 – Madrid, 3 dicembre 1971) è stato un attore spagnolo, attivo nel teatro e al cinema.

## Biografia

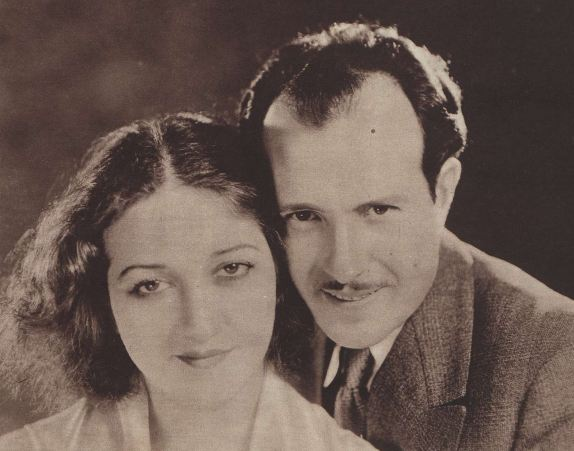
Rafael Rivelles con la moglie, l'attrice María Fernanda Ladrón de Guevara, in una foto del 1931.

Il suo nome completo era Rafael Rivelles Guillém. Nato a Valencia, ma presto si trasferì con la famiglia a El Cabanyal, nel distretto valenciano, che nel 1897 fu annesso, e qui trascorse tutta la sua infanzia. Proveniente da una famiglia di artisti (i suoi genitori furono due prestigiosi attori del teatro spagnolo, Jaime Rivelles e Amparo Guillém, inizia ad apparire molto presto sul palcoscenico, e dal 1930, ossia dall'avvento del cinema sonoro (fatta salva una parentesi nel cinema muto del 1914) iniziò a recitare sugli schermi cinematografici, dove rimase per tutta la vita, ma più sporadicamente. Durante gli anni trenta risiedette per qualche tempo a Hollywood, ma la lasciò presto per rientrare in Spagna, dove fondò una propria compagnia teatrale con la moglie, l'attrice María Fernanda Ladrón de Guevara, sposata nel 1922.
Nel 1925 nasce la figlia, l'attrice Amparo Rivelles, che idealmente proseguì una generazione artistica familiare per via materna, con Amparo Larrañaga e Luis Merlo. Nel 1934, però, dopo dodici anni di unione, Rivelles si separò dalla moglie. Nella sua carriera cinematografica i ruoli per i quali è ricordato maggiormente sono quelli da protagonista di Don Chisciotte in Don Chisciotte della Mancia del 1947, accanto a Juan Calvo nel ruolo di Sancio Panza, quello di Giuda Iscariota nel film Il bacio di Giuda diretto da Rafael Gil e il Padre Superiore di Marcellino pane e vino diretto da Ladislao Vajda del 1955. Ha lavorato anche in Italia, dove è apparso in quattro film nel periodo dell'anteguerra, Carmen fra i rossi, Il peccato di Rogelia Sanchez (entrambi del 1939) e il dittico avventuroso Capitan Tempesta e Il leone di Damasco diretti da Corrado D'Errico. Nel dopoguerra compare in La rivolta degli schiavi diretto da Nunzio Malasomma e nel suo ultimo ruolo sul grande schermo, il marchese di Villena nel film biografico El Greco diretto da Luciano Salce. Nel biennio tra il 1968 e il 1969 compare anche alla televisione spagnola. Muore nella capitale spagnola all'età di 73 anni e secondo le sue volontà viene sepolto a Valencia, nel cimitero di El Cabanyal, accanto ai suoi genitori.

## Filmografia
- Prueba trágica, regia di José de Togores (1914)
- El embrujo de Sevilla, regia di Benito Perojo (1930)
- La mujer X, regia di Carlos F. Borcosque (1931)
- El Proceso de Mary Dugan, regia di Marcel De Sano e Gregorio Martínez Sierra (1931)
- ¿Conoces a tu mujer?, regia di David Howard (1931)
- Mamá, regia di Benito Perojo (1931)
- Niebla, regia di Benito Perojo (1932)
- El Café de la Marina, regia di Domingo Pruña (1933)
- El Hombre que se reía del amor, regia di Benito Perojo (1935)
- Nuestra Natacha, regia di Benito Perojo (1936)
- La cortigiana di Siviglia (Carmen, de la Triana), regia di Florián Rey (1938)
- Carmen fra i rossi (Frente de Madrid), regia di Edgar Neville (1939)
- Il peccato di Rogelia Sanchez (Santa Rogelia), regia di Carlo Borghesio e Roberto de Ribón (1939)
- Capitan Tempesta (El Capitán Tormenta), regia di Corrado D'Errico (1942)
- Il leone di Damasco (El león de Damasco), regia di Corrado D'Errico (1942)
- Goyescas, regia di Benito Perojo (1942)
- Lecciones de buen amor, regia di Rafael Gil (1944)
- Don Chisciotte della Mancia (Don Quijote de la Mancha), regia di Rafael Gil (1947)
- Il bacio di Giuda (El Beso de Judas), regia di Rafael Gil (1954)
- Beta 7 servizio politico (Murió hace quince años), regia di Rafael Gil (1954)
- Marcellino pane e vino (Marcelino pan y vino), regia di Ladislao Vajda (1955)
- La rivolta degli schiavi, regia di Nunzio Malasomma (1960)
- El Señor de La Salle, regia di Luis César Amadori (1964)
- Cyrano e d'Artagnan (Cyrano et d'Artagnan), regia di Abel Gance (1964)
- El Greco, regia di Luciano Salce (1966)

## Teatrografia (parziale)
- El nido ajeno (1923)
- El bandido de la Sierra (1926)
- Carlo Monte en Monte Carlo (1939)
- La visita que no llamó al timbre (1949)
- Al amor hay que mandarlo al colegio (1950)
- Criminal de guerra (1951)
- Callados como muertos (1952)
- Señora ama (1953)
- La mariposa y el ingeniero (1953)
- La muralla (1954)
- La herida luminosa (1955)
- Pepa Doncel (1956)
- La herencia (1957)
- Papá se enfada por todo (1959)
- Cuidado con las personas formales (1960)
- Reinar después de morir (1964)

## Doppiatori italiani
Rafael Rivelles è stato doppiato in Italia da:
- Augusto Marcacci in Il peccato di Rogelia Sanchez
- Alessandro Pavolini in Il leone di Damasco
- Giorgio Capecchi in Marcellino pane e vino